# Abbaye d'Eldena
L'abbaye d'Eldena est une ancienne abbaye cistercienne à Eldena, un quartier de Greifswald, dans le Land de Mecklembourg-Poméranie-Occidentale, dans le diocèse catholique de Roskilde.

## Histoire
Au XIIe siècle, Rügen et les côtes de la mer Baltique proches de l'île sont dominés par les Ranes, suzerains des Danois. Les catholiques se réfèrent à l'abbaye d'Esrum, sur le Seeland, qui a déjà fait fonder l'abbaye de Dargun (de) en 1172. Pour racheter les dégâts des conflits entre le Danemark et la marche de Brandebourg, le prince Jaromar Ier de Rügen, dont la femme vient de la famille royale danoise, permet à des moines cisterciens de s'installer à l'embouchure du Hilda qui s'appellera plus tard Ryck.
Afin de contrôler les salines de Greifswald, l'offre est acceptée, l'abbaye de "Hilda" est fondée en 1199, elle est confirmée par le pape Innocent III en 1204. La principauté de Rügen (de) lui attribue la presqu'île de Mönchgut (de) et des terres entre Mesekenhagen et Wusterhusen, Loitz et le comté de Gutzkow (de), sans lever les disputes sur ces territoires. Jaromar confirme ce don en 1207, Casimir II de Poméranie en 1208, Valdemar II de Danemark en 1216, Bogusław II de Poméranie en 1218 et Barnut de Rügen en 1221.
En même temps que se développe l'abbaye, se développe aussi Greifswald qui prend le statut de ville. En 1241, Wislaw Ier de Rügen et Warcisław III de Poméranie accordent à l'abbaye un droit de marché. En 1249, elle obtient le patronage des églises Saint-Nicolas et Sainte-Marie (de) de Greifswald. L'année suivante, Warcisław III confère au monastère le droit de Lübeck, ce qui le rend plus indépendant du duché de Porémanie.
En 1534, les ducs Barnim IX et Philippe de Poméranie reconnaissent devant la diète de Trzebiatów la Réforme protestante sous le ministère de Johannes Bugenhagen et convertissent des monastères et en sécularisent d'autres. En 1535, l'abbaye d'Eldena est sécularisée. Philippe exproprie le monastère et ses terres et les transforme en fermage. Le dernier abbé, Enwald Schinkel (de), et le dernier prieur, Michael Knabe, ont le droit de rester jusqu'à leur mort. En 1556 l'abbaye de Dietenborn, abandonnée par les bénédictins, est réoccupée par des religieuses cisterciennes venues d'Eldena.
Pendant la guerre de Trente Ans, l'ancienne abbaye subit de lourds dégâts. En 1634, la plupart de ses anciens domaines sont offerts par Bogusław XIV de Poméranie à l'université de Greifswald. Lors de la Poméranie suédoise (de 1648 à 1815), le lieu tombe en ruine, les bâtiments sont démontés pour les pierres d'autres bâtiments de Greifswald, notamment pour l'université.

## Notoriété

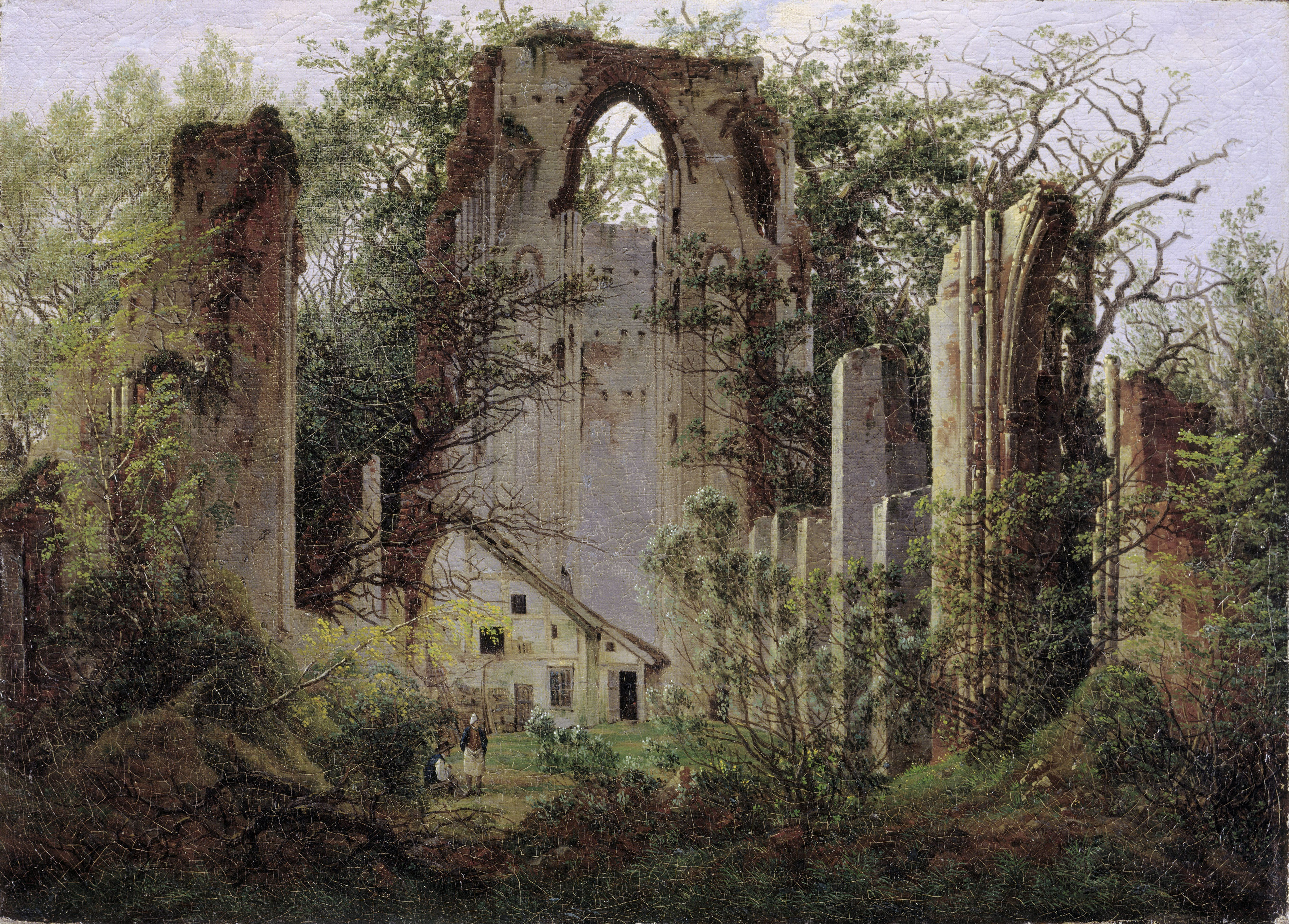
Caspar David Friedrich, Ruines d'Eldena, 1825.

Au début du XIXe siècle, le peintre Caspar David Friedrich fait de ces ruines le sujet de plusieurs tableaux. Il lance ainsi l'intérêt pour le site. De premières fouilles archéologiques ont lieu en 1828 sous la direction du professeur Schilling. Le paysagiste Peter Joseph Lenné dessine un parc autour du monastère. En 1926 et 1927, Hans Kloer mènent de nouvelles fouilles en vue de reconstruire l'abbaye.
Dans les années 1960, des travaux sont menés pour consolider les ruines, en 1968 un théâtre en plein air est aménagé. En 1995 et 1996, des fouilles sont faites durant la création d'un centre culturel de l'Eurorégion Poméranie (de).